# Simon Doria
Simon Doria (Symon Doria; en italià Simone Doria) (fl....segona meitat del segle xiii...) fou un trobador genovès de qui es conserven sis composicions en occità.

## Vida
Es conserva documentació a la Gènova del segle xiii de diversos Simone Doria. Segons Bertoni, sembla probable que el trobador fos un Simone Doria que es documenta com a podestà de Savona el 1265 i 1266. També figura en un document de Gènova de 1267 i el 1293 com a podestà d'Albenga. En tot cas, la seva poesia amb un tal Albert es pot datar d'abans de 1250 perquè cita l'emperador Frederic. Entre les seves composicions trobem quatre poesies intercanviades amb Lanfranc Cigala i altres dues també dialogades, una amb Jacme Grils i l'altra, l'esmentada amb aquest Albert no identificat.

## Obra
- (436,1 = 282,1)[2] Car es tant conoissenz vos voil (partiment amb Lanfranc Cigala)
- (436,1a = 282,1b)  Amics Symon, si ·us platz, vostra semblanza (partiment amb Lanfranc Cigala)
- (436,2 = 31,1) N'Albert, chauçeç la cal mais vos plairia (partiment amb un tal Albert, no identificat)
- (258,1 = 436,3) Segne 'n Iacme Grils, e·us deman (tençó amb Jacme Grils; conservada fragmentàriament)
- (436,4 = 282,21a) Segne 'n Lafranc, car es sobresabenz (tençó amb Lanfranc Cigala)
- (436,5 = 282,21b) Segne 'n Lafranc, tant m'a sobrat amors (tençó amb Lanfranc Cigala)

### Repertoris
- Alfred Pillet / Henry Carstens, Bibliographie der Troubadours von Dr. Alfred Pillet […] ergänzt, weitergeführt und herausgegeben von Dr. Henry Carstens. Halle : Niemeyer, 1933 [Simon Doria és el número PC 436]